# Доброджа-Ноуе
Доброджа-Ноуе (рум. Dobrogea Nouă) — село у Синжерейському районі Молдови. Входить до складу комуни, адміністративним центром якої є село Доброджа-Веке.

## Населення
За даними перепису населення 2004 року у селі проживали 528 осіб.
Національний склад населення села:
| Національність       | Кількість осіб | Відсоток |
| -------------------- | -------------- | -------- |
| українці             | 243            | 46,0%    |
| росіяни              | 191            | 36,2%    |
| молдавани            | 87             | 16,5%    |
| болгари              | 2              | 0,4%     |
| цигани               | 1              | 0,2%     |
| інша / без відповіді | 4              | 0,8%     |
| Всього               | 528            | 100%     |